# Cleburne County (Arkansas)
Das Cleburne County ist ein County im US-Bundesstaat Arkansas. Der Verwaltungssitz (County Seat) ist Heber Springs. Das County gehört zu den Dry Countys, was bedeutet, dass der Verkauf von Alkohol eingeschränkt oder verboten ist.

## Geographie
Das County liegt im mittleren Nordosten von Arkansas und hat eine Fläche von 1533 Quadratkilometern, wovon 101 Quadratkilometer Wasserfläche sind. Es grenzt an folgende Countys:
|                  | Stone County | Independence County |
| Van Buren County |              |                     |
| Faulkner County  |              | White County        |

## Geschichte

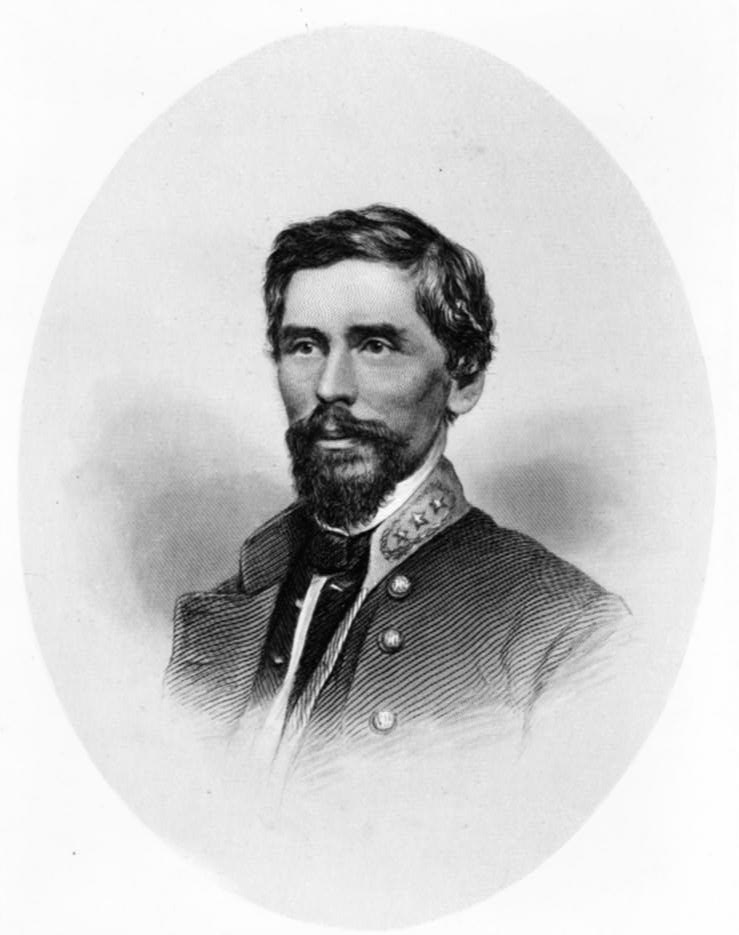
Patrick Cleburne

Der Greers Ferry Dam, der hier den Little Red River staut.

Das Cleburne County wurde am 20. Februar 1883 aus Teilen des Independence County, des Van Buren County und des White County als letztes County in Arkansas gebildet. Benannt wurde es nach Patrick Ronayne Cleburne (1828–1864), einem General des konföderierten Heeres.

## Demografische Daten
Nach der Volkszählung im Jahr 2000 lebten im Cleburne County 24.046 Menschen in 10.190 Haushalten und 7408 Familien. Die Bevölkerungsdichte betrug 17 Einwohner pro Quadratkilometer. Ethnisch betrachtet setzte sich die Bevölkerung zusammen aus 98,20 Prozent Weißen, 0,12 Prozent Afroamerikanern, 0,47 Prozent amerikanischen Ureinwohnern, 0,15 Prozent Asiaten, 0,02 Prozent Bewohnern aus dem pazifischen Inselraum und 0,15 Prozent aus anderen ethnischen Gruppen; 0,89 Prozent stammten von zwei oder mehr Ethnien ab. Unabhängig von der ethnischen Zugehörigkeit waren 1,17 Prozent der Bevölkerung spanischer oder lateinamerikanischer Abstammung.
Von den 10.190 Haushalten hatten 26,3 Prozent Kinder oder Jugendliche im Alter unter 18 Jahre, die mit ihnen zusammen lebten. 61,7 Prozent waren verheiratete, zusammenlebende Paare, 7,9 Prozent waren allein erziehende Mütter, 27,3 Prozent waren keine Familien. 24,4 Prozent aller Haushalte waren Singlehaushalte und in 12,3 Prozent lebten Menschen im Alter von 65 Jahren oder darüber. Die Durchschnittshaushaltsgröße lag bei 2,33 und die durchschnittliche Familiengröße bei 2,74 Personen.
21,3 Prozent der Bevölkerung waren unter 18 Jahre alt, 6,6 Prozent zwischen 18 und 24, 24,1 Prozent zwischen 25 und 44, 26,9 Prozent zwischen 45 und 64 und 21,1 Prozent waren 65 Jahre oder älter. Das Durchschnittsalter betrug 44 Jahre. Auf 100 weibliche kamen statistisch 93,9 männliche Personen und auf 100 Frauen im Alter von 18 Jahren und darüber kamen durchschnittlich 92,5 Männer.
Das jährliche Durchschnittseinkommen eines Haushalts betrug 31.531 USD, das Durchschnittseinkommen der Familien 37.273 USD. Männer hatten ein Durchschnittseinkommen von 28.844 USD, Frauen 19.672 USD. Der Prokopfeinkommen betrug 17.250 USD. 9,0 Prozent der Familien und 13,1 Prozent der Einwohner lebten unterhalb der Armutsgrenze.

## Kultur und Sehenswürdigkeiten

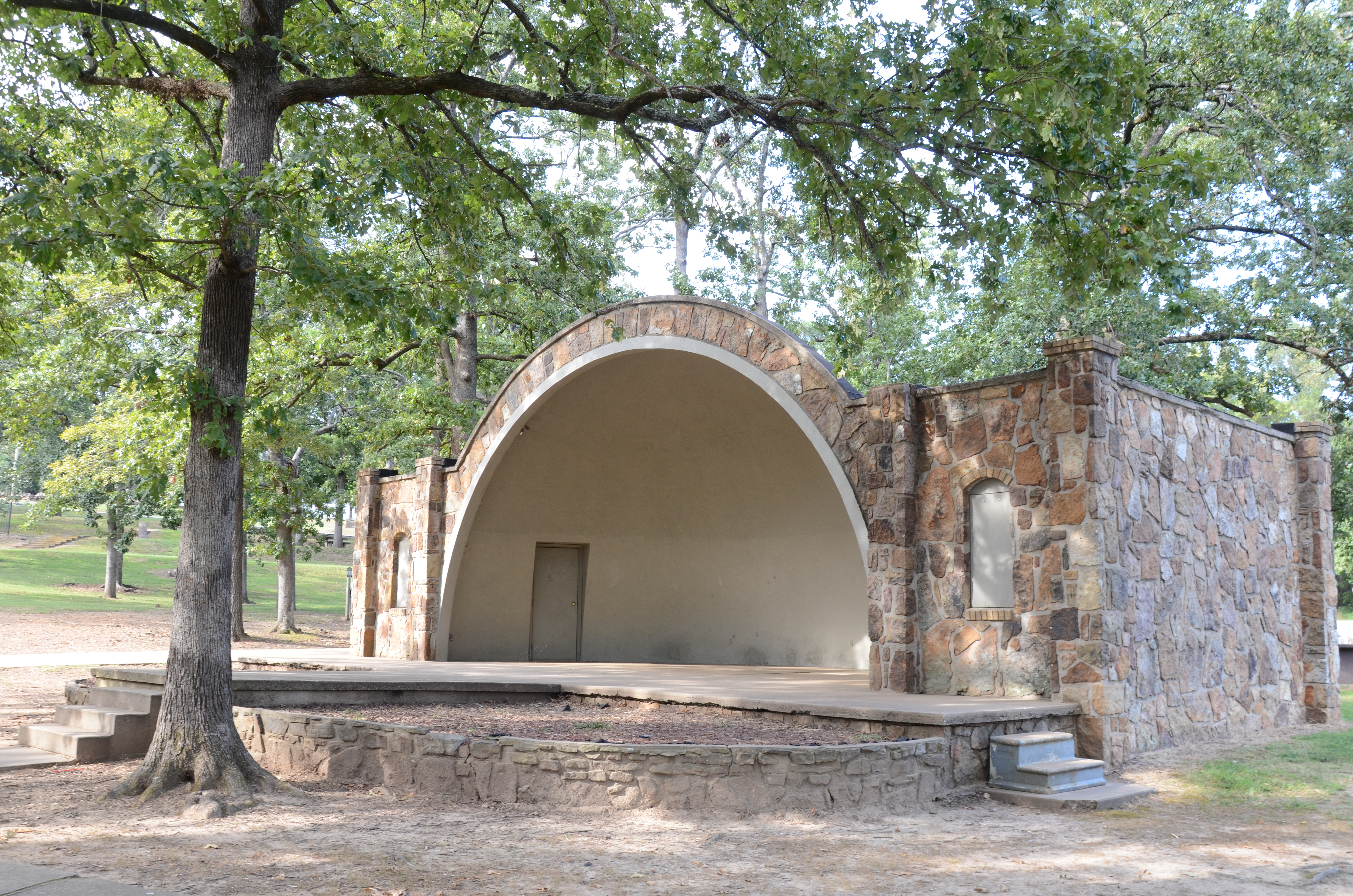
Woman’s Community Club Band Shell (2015). Diese im Jahr 1933 errichtete Konzertmuschel ist seit August 1994 im NRHP eingetragen.

17 Bauwerke und historische Bezirke (Historic Districts) des Countys sind im National Register of Historic Places („Nationales Verzeichnis historischer Orte“; NRHP) eingetragen (Stand 10. Februar 2022), darunter das Cleburne County Courthouse, der Heber Springs Commercial Historic District und die Woman’s Community Club Band Shell.

## Orte im Cleburne County
| City - Fairfield Bay 1 - Greers Ferry - Heber Springs - Quitman 2 | Towns - Concord - Higden |

Unincorporated Communitys
| - Drasco (Texas) - Edgemont - Hopewell - Ida | - Prim - Tannenbaum - Wilburn |

Weitere Orte
- Almond
- Banner
- Brewer
- Brownsville
- Concord
- Crossroads
- Drasco
- Edgemont
- Fairfield Bay
- Fivemile
- Greers Ferry
- Heber Springs
- Higden
- Hiram
- Hopewell
- Ida
- McJester
- Partain
- Pearson
- Prim
- Quitman
- Sandiff
- Tumbling Shoals
- West Pangburn
- Whispering Springs
- Wilburn
- Wolf Bayou
- Woodrow

Townships
- California Township
- Center Post Township
- Clayton Township
- East Peter Creek Township
- Francis Township
- Giles Township
- Grassey Township
- Heaing Springs Township
- Heber Township
- McJester Township
- Morgan Township
- Mountain Township
- North Cadron Township
- Pickens Township
- Pine Township
- Piney Township
- Poff Township
- Saline Township
- South Cadron Township
- Sugar Camp Township
- Sugar Loaf Township
- Valley Township
- West Peter Creek Township
- Wilburn Township